# Académica do Mindelo
Der 	Associação Académica do Mindelo (kurz Acadèmica do Mindelo) ist ein kapverdischer Fußballverein aus Mindelo auf der Insel São Vicente. Die Profi-Fußballmannschaft des Acadèmica Mindelo trägt ihre Heimspiele im städtischen Estádio Municipal Adérito Sena aus. Das Stadion hat einen Kunstrasenplatz und fasst 8.000 Zuschauer.

## Geschichte
Der Verein wurde am 1. April 1940 in Mindelo als Filialverein des portugiesischen Klubs Académica Coimbra gegründet.

## Erfolge
- Kap-Verdischer Meister: 1963, 1964 1967[1], 1989
- Kapverdischer Pokalsieger: 2023
- São Vicente-Meister: 1948, 1953, 1963, 1964, 1967, 1972, 1986/87, 1994/95, 2003/04, 2006/07
- São Vicente-Super-Pokal: 2007
- São Vicente-Offening: 2002, 2007

## Bedeutende ehemalige Spieler
Die Spieler sind alphabetisch sortiert.
- Toy Adão
- Carlos Alhinho (1963–65)
- Romy (Ramos da Graca)
- Sténio dos Santos